# John Antes
John Antes, född i USA 1740. Verkade som präst, tonsättare och musiker i England. Avled där 1811. 

## Kompositioner
- I den ekumeniska delen av den svenska psalmboken (dvs psalm 1-325 i Den svenska psalmboken 1986, Cecilia 1986, Psalmer och Sånger 1987, Segertoner 1988 och Frälsningsarméns sångbok 1990) representerad med musiken till psalm 31a Låt oss glada och i tro, vilket är en översättning av den engelske skalden John Miltons text till svenskan av Anders Frostenson (1978).